# کنن گری
کنن لی گری (زاده ۵ دسامبر ۱۹۹۸) یک خواننده، ترانه‌سرا و یوتیوبر سابق آمریکایی است. او در لمون گروو، کالیفرنیا به دنیا آمد و در جرج تاون، تگزاس بزرگ شد. در سال ۲۰۱۸، گری یک قرارداد ضبط با ریپابلیک رکوردز امضا کرد که اولین ای‌پی او، فصل غروب آفتاب (۲۰۱۸) را منتشر کرد.
آلبوم استودیویی او کیدکرو (۲۰۲۰) که توسط ترانه‌های موفق تجاری «Manaic» و «heather» شهرت یافته بود، در رتبه پنجم بیلبورد ۲۰۰ ایالات متحده قرار گرفت و آن را به اولین هنرمند ایالات متحده در سال تبدیل کرد. دومین آلبوم استودیویی او، درد فوق‌العاده (۲۰۲۲)، مورد تحسین منتقدان قرار گرفت و در ایالات متحده، بریتانیا، استرالیا، ایرلند و هلند در بین ۱۰ آلبوم برتر قرار گرفت.

## اوایل زندگی
گری در ۵ دسامبر سال ۱۹۹۸ در لمون گریو، کالیفرنیا، از پدری با نژاد اکثراً ایرلندی و مادری ژاپنی متولد شد. به دلیل نیاز پدربزرگش به مراقبت‌های پزشکی، خانواده اش در دوران نوزادی به هیروشیما در ژاپن نقل مکان کردند. خانواده پس از دو سال زندگی در آنجا، به کالیفرنیا بازگشتند. گری قبلاً به زبان ژاپنی روان صحبت می‌کرد، اما از آن زمان مهارت خود را از دست داده‌است.
والدین گری در سه سالگی طلاق گرفتند. وی در ویدئویی «زندگی من را بکشید» (به انگلیسی: Draw My Life) به تفصیل از تجربیات خود در زمینه طلاق در کودکی صحبت می‌کند. وقتی پدرش در ارتش بود، گری در طول کودکی دوازده بار نقل مکان کرد، و فقط در کلاس ششم سه بار این کار را انجام داد. گری در تمام دوران دبستان به‌طور مکرر مورد آزار و اذیت قرار گرفت. در یک برهه، او یکی از تنها پنج کودک آسیایی در مدرسه اش بود.
گری سرانجام در جرج تاون، تگزاس اقامت گزید، به عنوان یک پیشخدمت که برای بقیه سالهای نوجوانی خود در آنجا ماند. زندگی گری در مرکز تگزاس الهام بخش بسیاری از هنر و موسیقی وی بود. وی در یو سی ال ای پذیرفته شد و در سپتامبر ۲۰۱۷ به لس آنجلس، کالیفرنیا نقل مکان کرد.

## حرفه

### ۲۰۱۵–۲۰۱۷: شروع کار در یوتیوب
او کانال رسمی خود را در سال ۲۰۱۳ درست کرد. و در سن نه سالگی شروع به ضبط ویدیو کرد. محتوای ولاگ گری بیشتر به زندگی او در شهرهای کوچک تگزاس می‌پردازد. او اغلب به دلیل قدردانی از نوستالژی مربوط به آمریکانا مورد ستایش قرار می‌گیرد. گری موسیقی ضبط کرده، هنر خود را نشان داده و فیلم‌های دیگری با بیش از ۲۵ میلیون بازدید ضبط کرده‌است.

### ۲۰۱۸–۲۰۱۹: «فصل غروب آفتاب»
کانن گری اولین آهنگ خود را با نام «آیدل تاون» (به انگلیسی: Idle Town) در مارس ۲۰۱۷ منتشر کرد. این آهنگ بیش از ۱۴ میلیون استریم در اسپاتیفای و ۱۲ میلیون بازدید در یوتوب به دست آورد. گری دومین تک آهنگ خود را به نام «Grow» منتشر کرد و ویدیو آن در روز بعد منتشر شد. گری در اکتبر ۲۰۱۹ آهنگ «Generation why» را با ریپابلیک رکوردز منتشر کرد. در نوامبر ۲۰۱۸، گری پنج قطعه آلبوم چندآهنگه خود را منتشر کرد که شامل آهنگ‌های «Idle town»، «Crush culture»، '«Greek god»، «Lookalike». ای پی در جدول هات سیکرز در رتبه ۱۱۶ و در بیلبورد ۲۰۰ به مقام دوم رسید. گری با گرل این رد یک تور در آمریکای شمالی برای حمایت از آلبوم چندآهنگه خود آغاز کرد.
گری اولین اجرای تلویزیونی در اواخر شب خود را هنگام اجرای برنامه نیمه شب با سیف میرز در آستانه فوریه ۲۰۱۹ انجام داد وی علاوه بر تور ملی در جشنواره‌های کنسرت مانند جشنواره فرار بزرگ اجرا کرد. قبل از اجرای چندین نمایش به عنوان اقدامی آغازین برای پنیک! ات د دیسکو در تور آن‌ها، وی علاوه بر تور ملی در جشنواره‌های کنسرت مانند جشنواره فرار بزرگ اجرا داشت.
در فوریه ۲۰۱۹، گری تک آهنگ «آن طرف» را دوباره منتشر کرد، پس از انتشار اصلی آن در یوتوب در سال ۲۰۱۶ در آستانه اولین روز کلاس دوازدهم در دبیرستان. بین مارس و اکتبر ۲۰۱۹، گری مجموعه ای از تک آهنگ‌ها ی اولین آلبوم او، «Kid krow» یعنی «Checkmate»، «Comfort crowd» و «Maniac» را منتشر کرد.
و یک تک مستقل، «The king». در اکتبر ۲۰۱۹، گری با حمایت موسیقی دان تحسین شده نیوزلندی (بنی) و همچنین هنرمند ضبط آمریکایی یو ام ای دومین تور اصلی خود را در آمریکای شمالی آغاز کرد. از اکتبر ۲۰۱۹، کاتالوگ گری بیش از ۲۵۰ میلیون استریم در همه اپلیکیشن‌های استریم را به‌طور مشترک کسب کرده بود. گری جایزه برای بهترین موزیسین یوتوب را در جوایز کوتاه دریافت کرد وهمچنین در جوایز استریمی برای هنرمند دستیابی به موفقیت نامزد شد.

## هنر
گری به عنوان یک هنرمند پاپ، ایندی پاپ، پاپ آکوستیک، و هنرمند پاپ اتاق خواب توصیف شده‌است. تین وگ گری را «شاهزاده پاپ برای نوجوانان اینترنتی غمگین» نامید.

### تأثیرپذیری

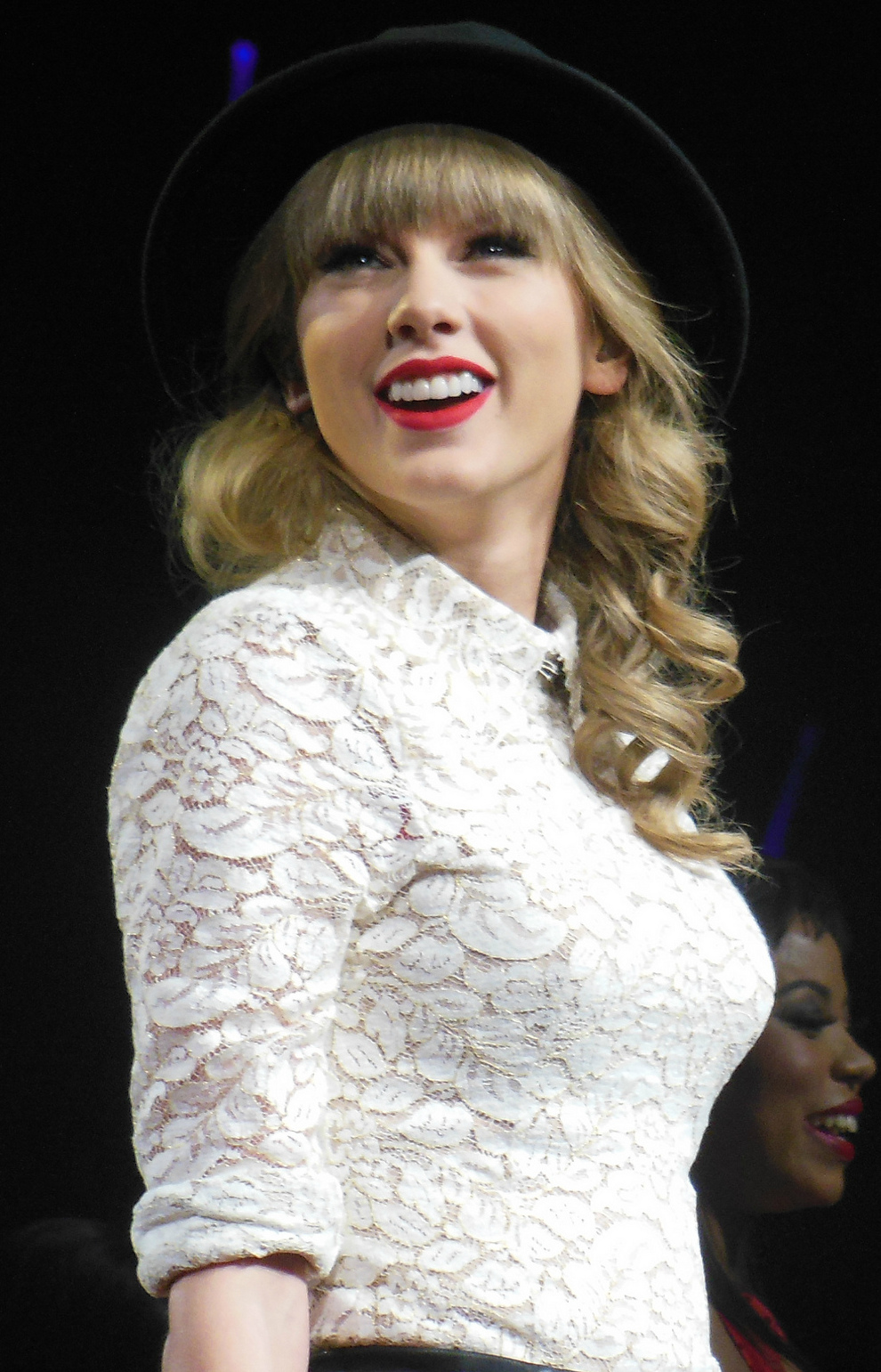
گری بیان کرده‌است که تیلور سویفت او را «هم به عنوان یک نویسنده و هم به عنوان یک انسان» پرورش داده‌است.

گری از تیلور سوئیفت به عنوان بزرگ‌ترین الهام‌بخش خود نام می‌برد و بیان می‌کند که توسط او پرورش یافته‌است و بزرگ‌ترین سوئیفتی (طرفدار سوئیفت) است. او به پیپل گفت: «من او را خیلی دوست دارم. من عاشق موسیقی او هستم. من عاشق هر کاری هستم که او انجام می‌دهد. من عاشق ترانه‌نویسی او هستم. من عاشق نحوه‌ای‌ام که او حرفه خود را اداره می‌کند. او فقط یک رئیس خفن است. من از نه سالگی با گوش دادن به موسیقی او بزرگ شدم. احساس می‌کنم که او مرا به‌عنوان یک شخص شکل داد.» سوئیفت در استوری شخصی خود در اینستاگرام اولین آلبوم گری کیدکرو و آهنگ «ای کاش هوشیار بودی» را ستایش کرد، که گری در پاسخ گفت: «از اینکه الهام بخش و نماد آهنگسازی مادام العمر من بودید متشکرم. من صادقانه احساس می‌کنم که شما مرا هم به عنوان یک نویسنده و هم به عنوان یک انسان پرورش دادید و نمی‌توانم با کلمات بیان کنم که چقدر این برایم اهمیت دارد. برای همه چیز ممنون سوئیفتی مادام العمر.» در مصاحبه ای با زین لو برای اپل میوزیک، گری اظهار داشت که سوئیفت برای او «شماره یک و بالاتر از همه» است و ادامه داد که «او نماد ترانه‌نویسی من است و من هرگز نخواهم فهمید که او چگونه کاری را که انجام می‌دهد انجام می‌دهد. او فقط شگفت‌انگیز است.» گری همچنین فاش کرد که سوئیفت به او پیام داده و از کید کرو تعریف کرده‌است.
گری لرد را به عنوان یکی از دیگر افراد الهام بخش خود تصدیق کرد، و توضیح داد که آلبوم چند آهنگه فصل غروب، عمدتاً از شهر کوچک نوستالژی اولین آلبوم او، قهرمان محض الهام گرفته شده‌است. او همچنین از د چیکس و ادل به عنوان برخی دیگر از تأثیرات موسیقی خود نام برده‌است، و همچنین گفته‌استوی از بی‌تی‌اس و بیلی آیلیش را تحسین می‌کند. گری در مورد شهرت سریع آیلیش در سال ۲۰۱۹، به سرگرمی امشب گفت: «من و بیلی از زمانی که او تقریباً ۱۵ ساله بود، به معنای واقعی کلمه بهترین دوست هم بودیم. من ۱۷ ساله بودم ما واقعاً جوان بودیم. تماشای او در حال فهمیدن همهٔ این چیزهای کوچک در طول مسیر، واقعاً برای من مفید بوده‌است.» گری همچنین لانا دل ری را به عنوان یکی از تأثیرات قوی پاپ خود معرفی کرده‌است. او تعدادی از آهنگ‌های او را کاور کرده‌است.

## جوایز و نامزدی‌ها
| سال  | اتحادیه                       | دسته‌بندی                | هنرمند | نتیجه      | منبع          |
| ---- | ----------------------------- | ----------------------- | ------ | ---------- | ------------- |
| ۲۰۱۹ | جوایز شرتی                    | بهترین نوازنده یوتیوب   | خودش   | برنده      | [ ۲۶ ]        |
| ۲۰۱۹ | جوایز استریمی                 | هنرمند دارای پیشرفت     | خودش   | نامزدشده   | [ ۲۷ ]        |
| ۲۰۲۰ | جوایز موسیقی ام تی وی اروپا   | بهترین هنرنمایی         | خودش   | نامزدشده   |               |
| ۲۰۲۰ | جوایز موسیقی ویدئویی ام تی وی | هنرمند رو به جلوی سال   | خودش   | طولانی شده | [ ۴۵ ]        |
| ۲۰۲۰ | جایزه برگزیده مردم            | بهترین هنرمند جدید ۲۰۲۰ | خودش   | نامزدشده   |               |
| ۲۰۲۱ | جوایز موسیقی طلایی دربی       | بهترین هنرمند جدید      | خودش   | نامزدشده   | [ ۴۶ ] [ ۴۷ ] |